# Jordu

Jordu est un standard de jazz composé par Duke Jordan en 1953. Clifford Brown et Max Roach ont été les premiers à le reprendre mais plusieurs musiciens de jazz l’ont interprété, parmi lesquels Stan Getz, Chet Baker et Charlie Byrd.
Le morceau est construit sur une structure de 32 mesures de AABA.

## Versions notables
- Clifford Brown et Max Roach (Jordu, 1954)
- Duke Jordan (Duke Jordan Trio, 1954)
- Conte Candoli et Lou Levy  (West Coast Wailers, 1955)
- Barney Kessel (The Poll Winners , 1957)
- Hampton Hawes (All Night Session, Vol. 1 , 1958)
- Oscar Peterson (Zurich 1960, 1960, disque édité en 2012)
- Bud Powell (Live In Geneva 1962, 1962, disque édité en 2009)
- Martial Solal (Jazz à Gaveau, 1962)
- Chet Atkins (Progressive Prickin', 1964)
- Stan Getz (Crazy Rhythm, 1966)
- Tommy Flanagan et Hank Jones (Our Delights, 1979)
- Sylvain Luc (Trio Sud, 2002)